# Evangelische Kirche Amönau

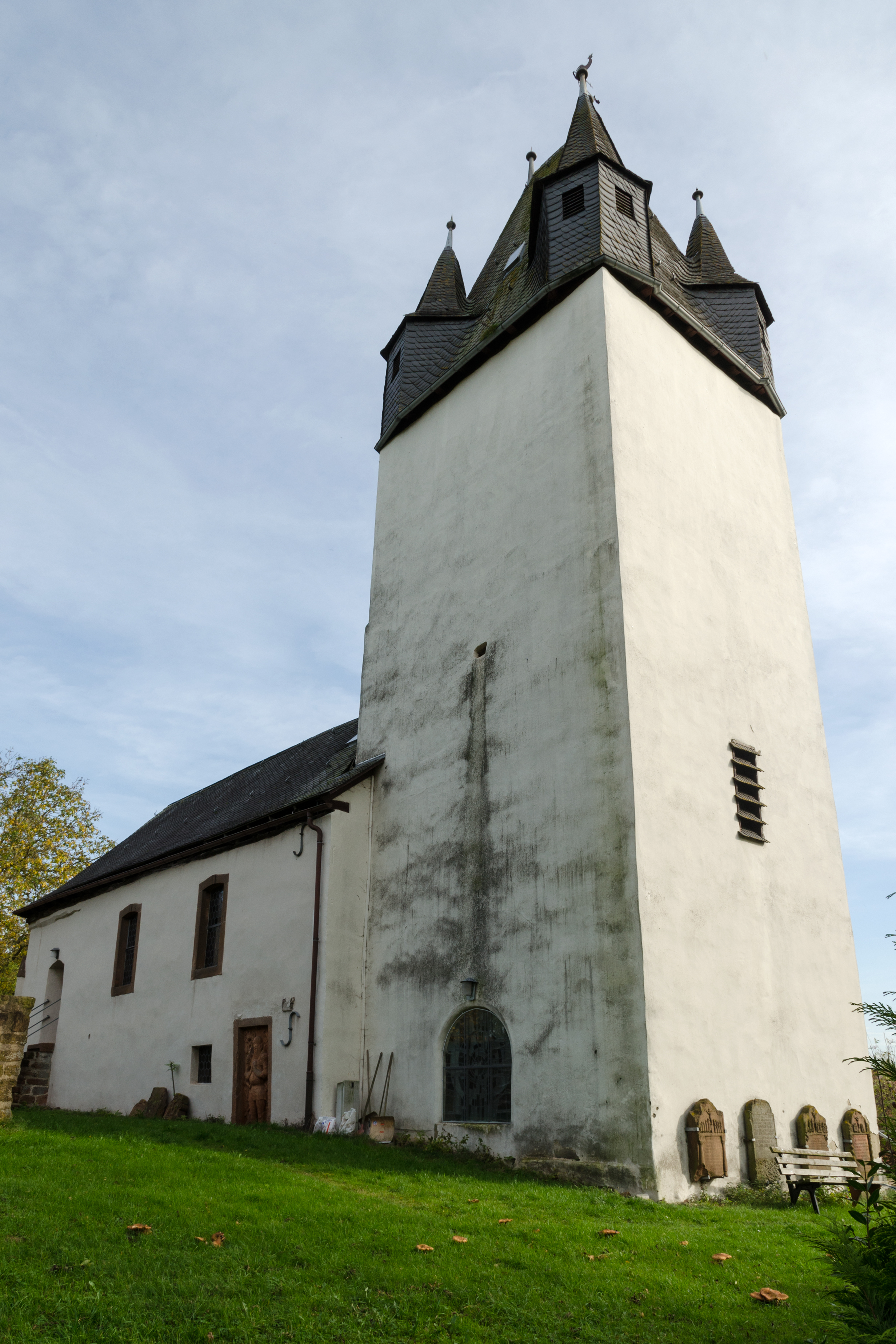
Kirche Amönau

Die evangelische Pfarrkirche ist ein denkmalgeschütztes Kirchengebäude in Amönau, einem Ortsteil von Wetter (Hessen), im Landkreis Marburg-Biedenkopf, in Hessen. Die Wehrkirche steht oberhalb des Dorfes in unmittelbarer Nähe des Schlosses Amönau.

## Geschichte und Architektur

Der Kirchturm ist Teil des Wappens von Amönau

Der starke romanische Westturm mit einem spätmittelalterlichen Spitzhelm und vier Wichhäuschen wurde um 1200 errichtet. Er diente in früheren Zeiten als Wehrturm. Im Erdgeschoss sind Reste einer früheren Einwölbung erhalten. Das im Kern romanische Kirchenschiff wurde um 1300 um einen frühgotischen, dreiseitig geschlossenen und ehemals gewölbten Chor erweitert. Die Kirche wurde um 1749 umgestaltet. Um 1790 wurden die Fenster und wohl auch die Gewölbe verändert. Das Gebäude steht auf einem ehemaligen Friedhof, dessen Mauern teilweise erhalten sind, im Norden und Osten wird das Gelände von der Umfriedung des Schlosses begrenzt.

## Ausstattung
Einige Epitaphe vom 16. und 17. Jahrhundert werden ausgestellt. Bemerkenswert sind hier ein Grabstein mit den Bildern zweier Kinder aus Rehen die 1595 und 1596 starben und ein Grabstein mit Inschriften für den 1699 gestorbenen Pfarrer Heinrich Hennemann. An der nördlichen Außenwand ist das Epitaph für den 1578 verstorbenen Ritter Eitel Löwenstein von Rehen erhalten. Der Taufstein stammt vermutlich aus dem 15. Jahrhundert. Die Kanzel ist in klassizistischem Stil gehalten. Der Orgelprospekt ist eine Arbeit aus der Zeit um 1800; er wurde später, möglicherweise von A. H. Dickel, verändert. Das Kruzifix ist eine Arbeit vom Anfang des 18. Jahrhunderts.